# Flugfigur
Flugfiguren sind ein Bestandteil der Fliegerei. Viele Flugfiguren werden bereits zu Anfang einer fliegerischen Ausbildung erlernt, um das richtige „Gefühl“ für das Lenken eines Flugzeugs zu bekommen. 

## Ausbildung
Die ersten Flugfiguren sollen die Synchronisation zwischen Querruder (Steuerknüppel) und Seitenruder (Pedale) fördern und das Halten der Geschwindigkeit trainieren. Dafür werden folgende Figuren mit gleichbleibender Geschwindigkeit geflogen:
- Geradeausflug
- Vollkreis (360°)
- Halbkreis (180°)
- Rollübungen

Wenn die Grundmanöver beherrscht werden, erlernen Flugschüler Manöver, die ein Gefühl für die kinetische Energie eines Flugzeuges erfordern:
- hochgezogene Fahrtkurve
- Chandelle (wing over)
- Seitengleitflug (slippen)

Am Ende der Ausbildung muss der Flugschüler das Beherrschen des Flugzeuges in ungewöhnlichen Situationen erlernen. Da ein Flugzeug bei niedriger Geschwindigkeit leicht einen Strömungsabriss erleiden kann, werden alle Piloten bereits in der Ausbildung auf diese Situation vorbereitet. Um das Verhalten eines Flugzeuges bei Strömungsabriss zu schulen, werden folgende Manöver geflogen:
- Sackflug (stall)
- Trudeln

Das Trudeln gehört eigentlich schon zum Kunstflug. Da aber fast alle Flugzeuge in den Zustand des Trudelns übergehen, wenn man Kurven mit zu geringer Fahrt einleitet, kann man leicht unbeabsichtigt in diese Flugfigur geraten. Das Trudeln ist ein stabiler Flugzustand, aus dem sich das Flugzeug nicht unbedingt von selbst löst, deshalb kann das Wissen darüber, wie man sich wieder aus dieser Figur befreit, Leben retten und wird aus diesem Grund während der Grundausbildung geschult.

## Kunstflug

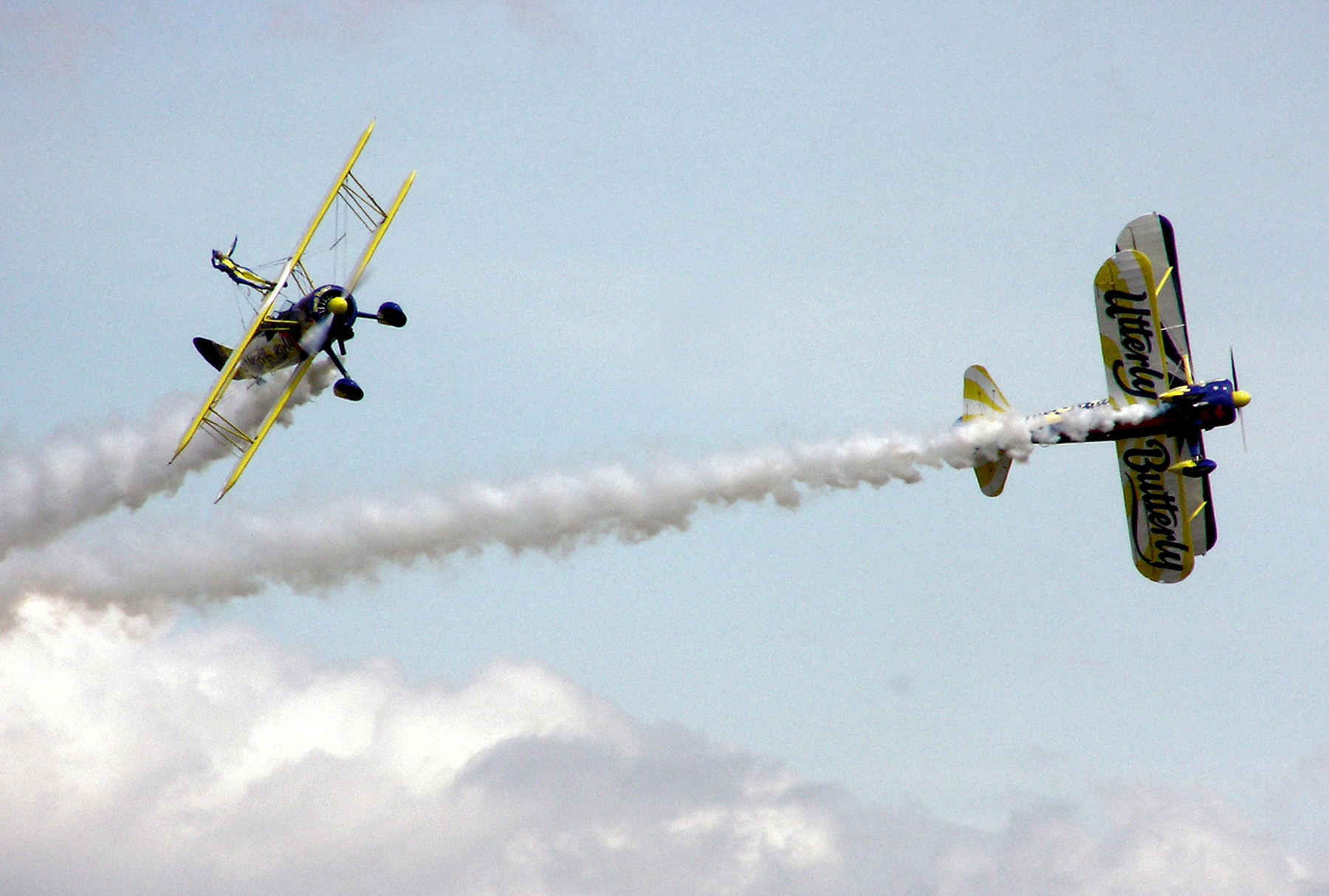
Das UK Utterly Butterly display team zeigt ein Kunstflugmanöver auf Boeing Stearmans, bei einer Flugschau in Großbritannien

Die Kunstfliegerei besteht aus ungewöhnlichen Flugmanövern, die ein hohes Maß an fliegerischem Können und Wissen voraussetzen. Sie basieren vor allem auf folgenden physikalischen Grundlagen: Dynamischer Auftrieb, Schwerkraft, Zentralkraft, Kreisbewegung.
Welche Manöver mit einem Flugzeug geflogen werden können, hängt stark von dessen Belastungsgrenzen ab. Aus diesem Grund sind Flugzeuge entweder voll kunstflugtauglich, nur bedingt kunstflugtauglich oder gar nicht für den Kunstflug zugelassen.
Die meisten Kunstflugfiguren sind aus fünf Elementen zusammengesetzt:
- Geraden (horizontal und vertikal, aufrecht und auf dem Rücken)
- Loopings
- Rollen
- Turns
- Trudeln

## Liste der Kunstflugfiguren
(Auswahl)
- Abschwung
- Halbes S ("Split-S)
- Humpty-Bump
- kubanische Acht (Flugfigur, bei der durch zwei halbe Loopings die Form einer auf der Seite liegenden Acht geflogen wird),
- Looping (Überschlag)
- Rollenkehre
- Loopingacht (auch invers)
- Immelmann
- Parabelflug zum Erreichen einer kurzzeitigen Schwerelosigkeit
- Rollen
- Rollenkreis
- Torquen
- Trudeln
- Turn
- Seitengleitflug (stabile und voll steuerbare Flugform bei allen Flugzeugen, die dreiachsig aerodynamisch gesteuert werden)

Die einzelnen Figuren werden graphisch mit Aresti-Symbolen beschrieben. Vorführungen beinhalten in der Regel mehrere dieser Figuren, bei großen Flugschauen werden diese gewöhnlich im Formationsflug ausgeführt.